# Gennaro Matino
Gennaro Matino (Napoli, 23 aprile 1956) è un presbitero, teologo e scrittore italiano.

## Biografia
Secondo di sei fratelli (Francesco, Assunta, Claudio, Mariarosaria e Stefania), trascorre la sua infanzia tra le vie del Vomero, soprattutto quelle del Rione Antignano, dove risiede la famiglia. Dopo aver terminato gli studi entra in seminario. Consegue prima la licenza e poi il dottorato in teologia e in seguito si laurea in filosofia e pedagogia. Il 20 giugno 1981 viene ordinato sacerdote dall'allora arcivescovo di Napoli, il cardinale Corrado Ursi. Dal 1986 è parroco della Chiesa della Santissima Trinità in via Torquato Tasso (Napoli).
Svolge in quegli anni alcuni viaggi, prima nelle favelas del Brasile, e poi in India, per toccare con mano l'esperienza della povertà estrema. Decide quindi di fondare, nel 1988, un centro missionario di volontariato parrocchiale, per promuovere forme di adozione a distanza, e nel 1993 l'Associazione Mondo Amico (A.M.A.), con cui vengono realizzati numerosi progetti di sviluppo. In seguito allo tsunami del 2004, promuove la ricostruzione del villaggio di Periavilai, nel Tamil Nadu, interamente attraverso fondi raccolti sul territorio napoletano. Sempre attraverso A.M.A. realizza un ambulatorio parrocchiale e una mensa per i poveri ad Arco Felice. 
Dopo vari anni di insegnamento di filosofia nelle scuole superiori, ottiene la cattedra di Teologia pastorale presso la Pontificia Facoltà Teologica dell'Italia Meridionale sezione San Tommaso d'Aquino e quella di Storia del cristianesimo presso l'Università degli Studi Suor Orsola Benincasa. È editorialista di Avvenire, Il Mattino, La Repubblica e Famiglia Cristiana. 
Nel 2006 viene nominato dal cardinale Crescenzio Sepe, appena insediatosi come arcivescovo di Napoli, moderatore della Curia arcivescovile e in seguito vicario della comunicazione e responsabile del Giubileo di Napoli. Nel 2013 si dimette per protesta contro la scelta dell'arcivescovo di ricevere l'allora presidente del consiglio Mario Monti in piena campagna elettorale. 
Più volte considerato come possibile successore dello stesso Sepe, critica tuttavia molto duramente nel 2014 le nomine dei nuovi vescovi ausiliari da parte del cardinale Sepe, e nel 2019 durante un'intervista nel programma Un caffè con su Rai 3 rivela di convivere da molti anni con un altro sacerdote più giovane, che considera la sua "seconda famiglia", provocando forti polemiche. Decide in seguito di sospendere la sua attività sui social.
Nel 2021 il nuovo arcivescovo di Napoli, Domenico Battaglia, lo nomina pro-vicario generale dell'arcidiocesi e responsabile del XXXI Sinodo della Chiesa di Napoli.
Nel 2013 compare nel film di Alessandro Rak, L'Arte della felicità, nel ruolo di se stesso.

## Opere principali
- La tenerezza di un Dio diverso, Bologna, Edizioni Dehoniane, 2002
- Nostalgia di cielo, Bologna, Edizioni Dehoniane, 2003
- Mestieri all'aria aperta: pastori e pescatori nell'Antico e nel Nuovo Testamento (con Erri De Luca), Milano, Feltrinelli, 2004
- Un Padre scandalosamente nostro, Cinisello Balsamo, San Paolo, 2005
- Angelo per un giorno, Milano, Feltrinelli, 2006
- Raccontami di lui - Una sera sulla spiaggia di Mumbai, Introduzione di Erri De Luca, Cinisello Balsamo, San Paolo, 2007
- Il pastore della meraviglia: il romanzo del presepe, Cinisello Balsamo, San Paolo, 2007
- Almeno 5 (con Erri de Luca), Milano, Feltrinelli, 2008
- Sottosopra: alture dell'Antico e del Nuovo Testamento (con Erri De Luca), Milano, Oscar Mondadori, 2008
- L' ultimo dei Magi: romanzo, Cinisello Balsamo, San Paolo, 2008
- Buon Natale gentilezza: romanzo, Cinisello Balsamo, San Paolo, 2009
- La culla vuota: lettera a Gesù, Cinisello Balsamo, San Paolo, 2010
- L' umiltà del passo: inseguendo Paolo, Padova, Messaggero, 2010
- Alla ricerca della felicità: conversione e cambiamento in tempo di crisi, Cinisello Balsamo, San Paolo, 2012
- Buongiorno vita: la bellezza del Verbo nella crisi del mondo globalizzato, Milano, Dalai, 2012
- Economia della crisi: il bene dell'uomo contro la dittatura dello spread, Milano, Baldini & Castoldi, 2012
- Tenerezza di parola: riflessioni per la vita dai libri dei Proverbi, dei Salmi e della Sapienza, Cinisello Balsamo, San Paolo, 2013
- Tetti di sole, Napoli, Spazio Cultura Italia, 2014
- Il governo della chiesa locale, Milano, Edizioni Dehoniane, 2016
- Presepiando. Quando il Natale inventò il presepe, Cinisello Balsamo, San Paolo, 2017
- Vieni fuori! Tornare alla vita vera, Cinisello Balsamo, San Paolo, 2017
- L'allegria, Milano, Edizioni Dehoniane, 2018
- Orfani di un figlio, Milano, Edizioni Dehoniane, 2019